# When Disaster Strikes...
Albums de Busta Rhymes
The Coming
(1996) Extinction Level Event: The Final World Front
(1998)
Singles
1. Put Your Hands Where My Eyes Could See
Sortie : 1997
2. Dangerous
Sortie : 1997
3. Turn It Up (Remix)/Fire It Up
Sortie : 1998
4. One
Sortie : 1998

When Disaster Strikes... est le deuxième album studio de Busta Rhymes, sorti en 1997.
Le sujet général de When Disaster Strikes... est, comme son premier opus The Coming, l'Apocalypse[réf. nécessaire].
L'album, qui s'est classé 1er au Top R&B/Hip-Hop Albums et 3e au Billboard 200, a été certifié disque de platine par la RIAA le 9 octobre 1997.
Le single Put Your Hands Where My Eyes Can See a été nommé pour le Grammy Award de la « Meilleure performance rap solo » en 1998.

## Liste des titres
| No  | Titre | Contient un (des) sample(s) de | Durée |
| --- | --- | --- | ----- |
| 1.  | Intro | | 4:44  |
| 2.  | The Whole World Lookin' at Me (Produit par DJ Scratch)                                                                                              | | 3:26  |
| 3.  | Survival Hungry (Produit par DJ Scratch) | | 3:26  |
| 4.  | When Disaster Strikes (Produit par DJ Scratch) | | 3:25  |
| 5.  | So Hardcore (Produit par The Ummah) | Dead de Cresa Watson | 4:51  |
| 6.  | Get High Tonight (Produit par DJ Scratch) | Get Down Tonight de KC & the Sunshine Band                                                                                                  | 3:51  |
| 7.  | Turn It Up (Produit par Busta Rhymes) | Love and Happiness d'Al Green Fantastic Freaks at the Dixie de DJ Grand Wizard Theodore and The Fantastic Five                              | 4:11  |
| 8.  | Put Your Hands Where My Eyes Could See (Produit par Shamello, Buddah et Epitome)                                                                    | Sweet Green Fields de Seals & Crofts | 3:14  |
| 9.  | It's All Good (Produit par Latief) | The Windows of the World de David T. Walker                                                                                                 | 5:03  |
| 10. | There's Not a Problem My Squad Can't Fix (featuring Jamal – Produit par Busta Rhymes)                                                               | Last Night a DJ Saved My Life d'Indeep Wild for Da Night de Rampage featuring Busta Rhymes                                                  | 5:56  |
| 11. | We Could Take it Outside (featuring Flipmode Squad – Produit par DJ Scratch)                                                                        | The Windmills of Your Mind d'Henry Mancini                                                                                                  | 4:47  |
| 12. | Rhymes Galore (Produit par Rashad Smith) | Do the Funky Penguin de Rufus Thomas | 2:33  |
| 13. | Things We Be Doin' for Money (Part 1) (Produit par Easy Mo Bee)                                                                                     | | 3:18  |
| 14. | Things We Be Doin' for Money (Part 2) (featuring Rampage, Anthony Hamilton et The Chosen Generation – Produit par 8-Off Agallah et Clarence Dorsey) | | 4:56  |
| 15. | One (featuring Erykah Badu – Produit par Rockwilder)                                                                                                | Love's in Need of Love Today de Stevie Wonder Genius of Love du Tom Tom Club Seventh Heaven de Gwen Guthrie                                 | 4:38  |
| 16. | Dangerous (Produit par Rashad Smith) | This Is Serious PSA du Long Island Poison Control E.T. Boogie d'Extra T's Meet Martin Riggs de Michael Kamen, Eric Clapton et David Sanborn | 3:37  |
| 17. | The Body Rock (featuring Rampage, Puff Daddy et Ma$e – Produit par Sean « Puffy » Combs)                                                            | | 5:33  |
| 18. | Get Off My Block (Produit par DJ Scratch) | | 3:58  |
| 19. | Outro (Preparation for the Final World Front) | | 2:31  |

### Réédition
L'album a été rapidement réédité avec une liste de titres différente : It's All Good a été retiré en raison de paroles sexuelles et Turn It Up (Remix)/Fire It Up remplace Survival Hungry.

## Classement singles
| Année | Titre                                  | Positions         | Positions                        | Positions       | Positions       | Positions                          | Positions        |
| Année | Titre                                  | Billboard Hot 100 | Hot R&B/Hip-Hop Singles & Tracks | Hot Rap Singles | Rhythmic Top 40 | Hot Dance Music/Maxi-Singles Sales | UK Singles Chart |
| 1997  | Put Your Hands Where My Eyes Could See | 11                | 2                                | —               | 16              | —                                  |                  |
| 1997  | Dangerous                              | 9                 | 4                                | 1               | 31              | 1                                  |                  |
| 1998  | Turn It Up (Remix) / Fire It Up        | 10                | 7                                | 1               | 38              | 2                                  | 2                |